# Arblade-le-Bas
 Arblade-le-Bas  es una población y comuna francesa, ubicada en la región de Mediodía-Pirineos, departamento de Gers, en el distrito de Mirande y cantón de Riscle.

## Demografía
| 95 | 99 | 106 | 107 | 111 | 109 |
| Para los censos de 1962 a 1999 la población legal corresponde a la población sin duplicidades (Fuente: INSEE [Consultar]) |    |     |     |     |     |